# South by Southwest
South by Southwest, mais conhecido como SXSW, é um conjunto de festivais de cinema, mídia interativa, música e tecnologia realizado anualmente em março em Austin, Texas, nos Estados Unidos. O festival teve início em 1987 e sua importância e tamanho continuam a crescer a cada ano. Em 2017, o evento durou 10 dias, sendo cinco dias dedicados à mídia interativa, sete à música e nove ao cinema. Não houve evento presencial em 2020 e 2021 devido à pandemia de COVID-19 em Austin, Texas. Nestes anos, foi realizado um evento online menor no lugar.
O SXSW é administrado pela empresa SXSW, LLC, que organiza conferências, feiras comerciais, festivais e outros eventos. Além do SXSW, a empresa organiza a conferência SXSW EDU e o festival SXSW Sydney (a partir de 2023, em Sydney, Austrália) e co-organiza o North by Northeast em Toronto. Anteriormente, organizou ou co-organizou os eventos North by Northwest (1995-2001), West by Southwest (2006-2010), SXSW Eco (2011-2016), SXSW V2V (2013-2015) e a me Convention (2017-2019). Além disso, um grande número de outros eventos, passados e presentes, às vezes chamados coletivamente de "festivais de quatro letras", foram inspirados pelo SXSW.
O Austin Convention Center, no centro de Austin, funciona como o "centro" do festival; a maioria dos eventos associados ao festival acontecem em locais dentro e ao redor do centro de Austin.
Em abril de 2021, a Penske Media Corporation adquiriu uma participação de 50% do SXSW.